# Rafael Donner (skulptör)
Denna artikel handlar om den österrikiske skulptören. För den finländske författaren, se Rafael Donner (författare).

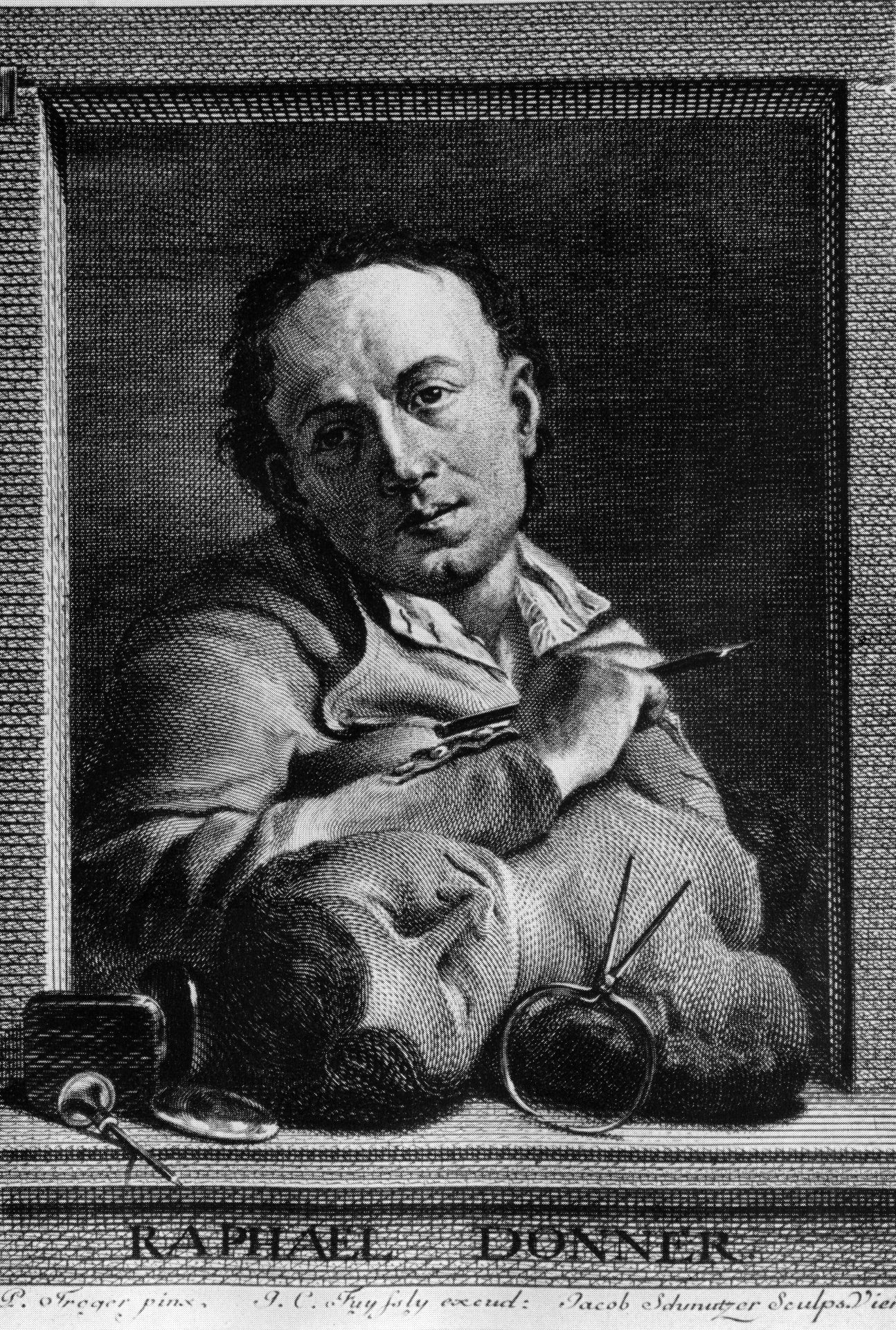
Rafael Donner.

Georg Rafael Donner, född 24 maj 1693 i Essling nära Wien, död 15 februari 1741 i Wien, var en österrikisk skulptör.
Donner utbildade sig under italienskt och franskt inflytande, men nådde en självständig stil, utmärkt av en enkel kraft och klarhet, som i barockskulpturen är ovanlig. Han fick viktiga uppdrag i Wien, Salzburg, Gurk och Pressburg. En del av skulpturerna i Pressburgs domkyrka är fortfarande orörda. Många av Donners verk, vanligen utförda i bly, har annars ofta blivit omgjutna i brons eller på annat sätt ändrade. Mest kända är hans arbeten i centrala Wien, den stora mångfiguriga Donnerbrunnen (även kallad Providentiabrunnen) på Neuer Markt och Andromedabrunnen, samt Karl II:s staty med en krönande Viktoria i marmor på Schloss Belvedere. Donner har även gjort en del arbeten i mindre format.

## Bildgalleri

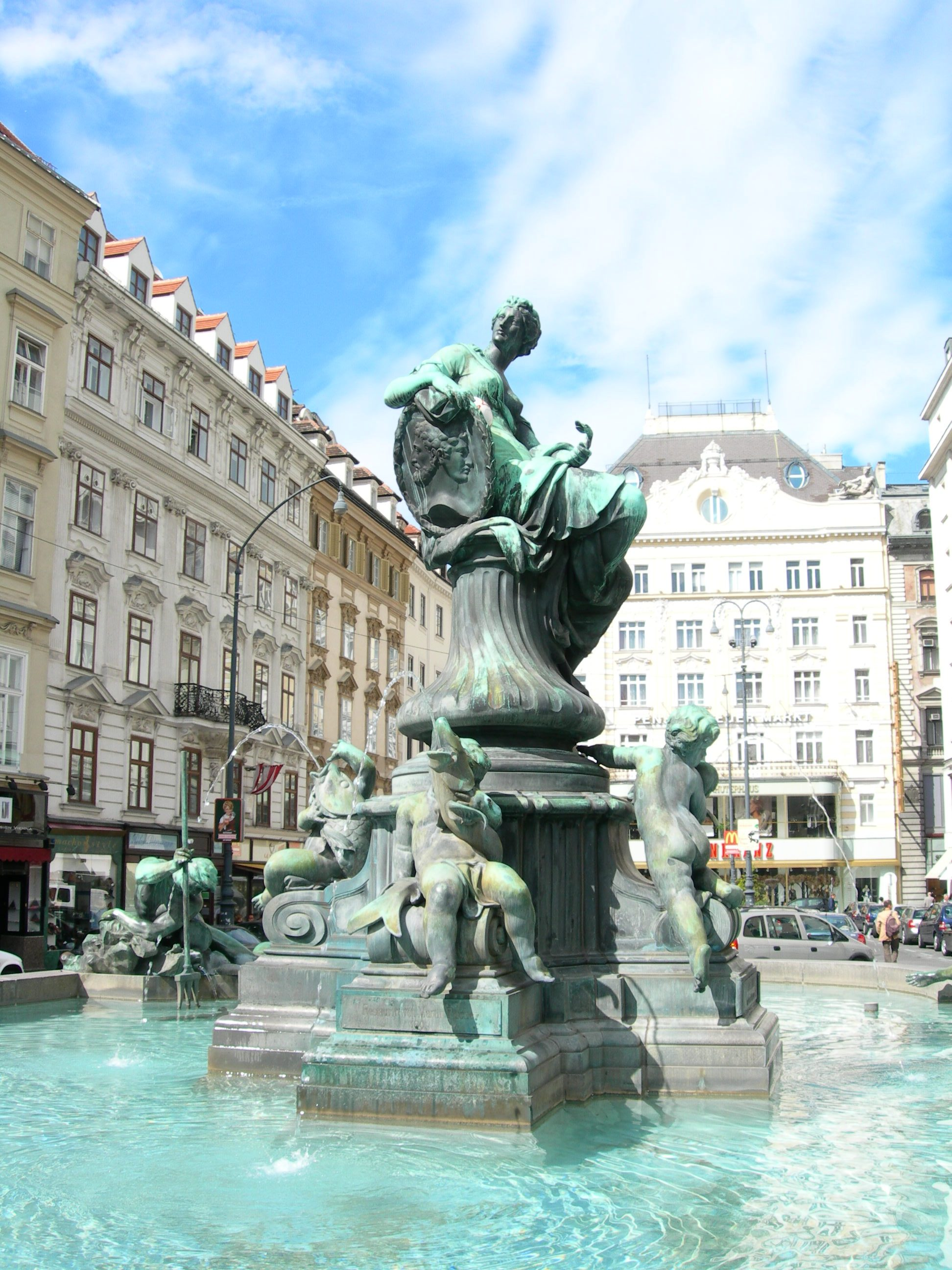
Närbild av den nuvarande (sedan 1873) bronskopian av Donnerbrunnen på Neuer Markt i Wien. Originalet i bly finns till beskådan i konstmuseet Nedre Belvedere.
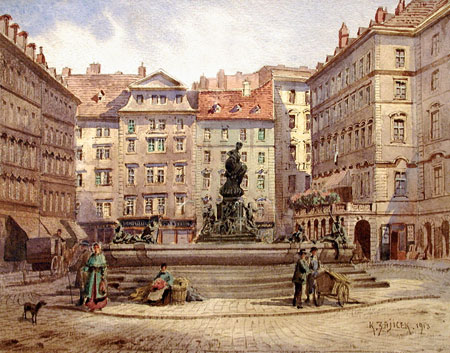
Donnerbrunnen avbildad på en akvarell från 1913 av Carl Wenzel Zajicek.